# Charnay-lès-Chalon
Charnay-lès-Chalon är en kommun i departementet Saône-et-Loire i regionen Bourgogne-Franche-Comté i östra Frankrike. Kommunen ligger i kantonen Verdun-sur-le-Doubs som tillhör arrondissementet Chalon-sur-Saône. År 2022 hade Charnay-lès-Chalon 192 invånare.

## Befolkningsutveckling
Antalet invånare i kommunen Charnay-lès-Chalon
| Referens: INSEE |